# 特武什奇

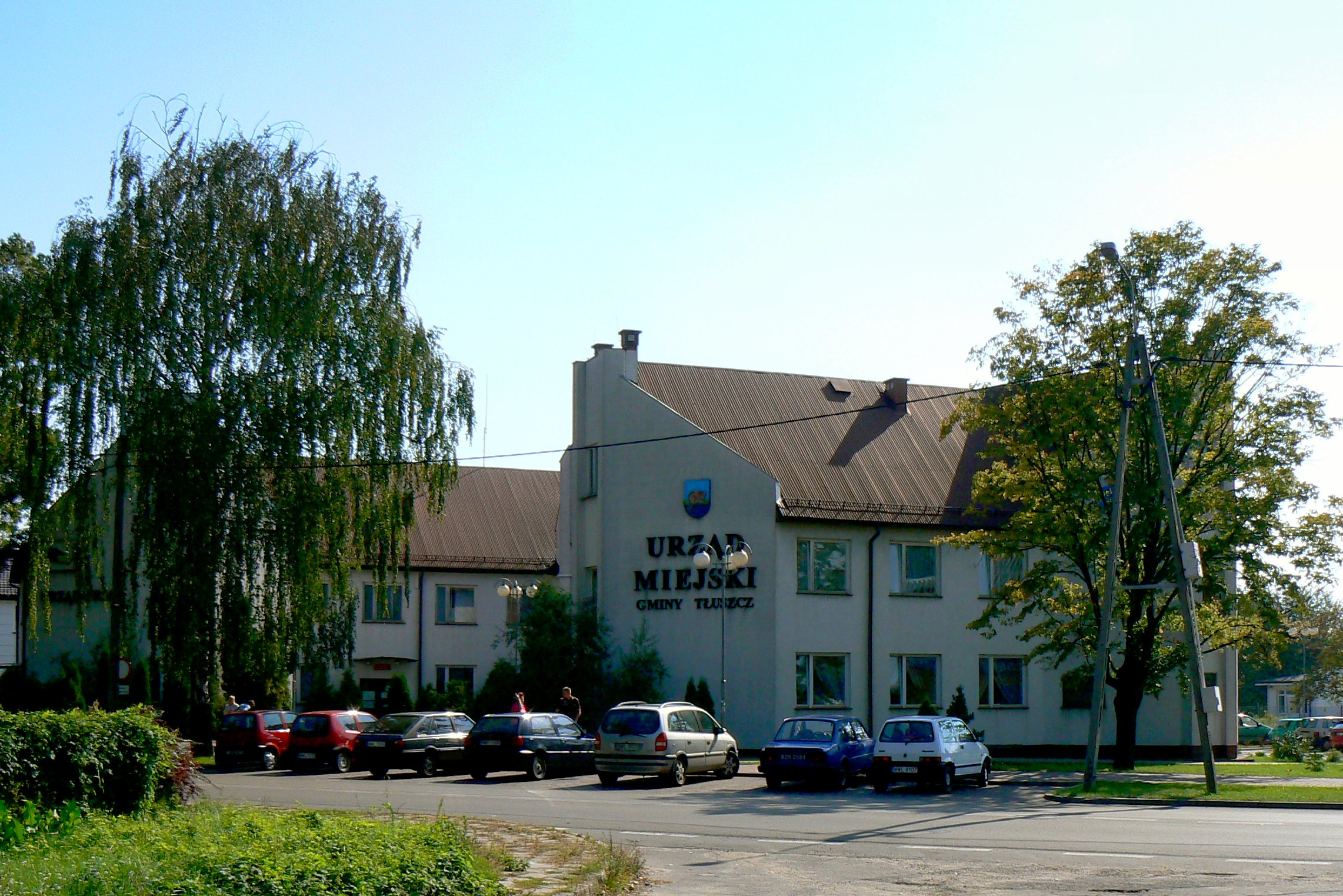

特武什奇是波蘭的城鎮，位於該國東部，由馬佐夫舍省負責管轄，始建於十五世紀，面積7.81平方公里，海拔高度110米，2006年人口72,831。在第三次瓜分波蘭中，該鎮被納入奧地利管治範圍。

## 外部連結
- Official town and commune webpage （页面存档备份，存于）
- Jewish Community in Tłuszcz （页面存档备份，存于） on Virtual Shtetl